# Сенно (Західнопоморське воєводство)
Сенно (пол. Sienno, нім. Kurtsdorf) — село в Польщі, у гміні Ресько Лобезького повіту Західнопоморського воєводства.
Населення — 145 осіб (2011).
У 1975-1998 роках село належало до Щецинського воєводства.

## Демографія
Демографічна структура станом на 31 березня 2011 року:
|          | Загалом | Допрацездатний вік | Працездатний вік | Постпрацездатний вік |
| -------- | ------- | ------------------ | ---------------- | -------------------- |
| Чоловіки | 70      | 17                 | 47               | 6                    |
| Жінки    | 75      | 17                 | 41               | 17                   |
| Разом    | 145     | 34                 | 88               | 23                   |